# Východočeský oblastní přebor 1968/1969
V soubojích Východočeského oblastního přeboru 1968/69 se utkalo 12 týmů dvoukolovým systémem podzim - jaro. Tento ročník skončil v červnu 1969.

## Výsledná tabulka
Zdroj: 
| Poř. | Tým                           | Z  | V  | R | P  | VG | OG | B  |
| ---- | ----------------------------- | -- | -- | - | -- | -- | -- | -- |
| 1.   | TJ SK Turnov                  | 22 | 15 | 5 | 2  | 66 | 20 | 35 |
| 2.   | TJ Lokomotiva Trutnov         | 22 | 16 | 1 | 5  | 56 | 26 | 33 |
| 3.   | TJ Jiskra Úpice               | 22 | 14 | 4 | 4  | 53 | 28 | 32 |
| 4.   | TJ Tesla Lanškroun            | 22 | 10 | 5 | 7  | 43 | 41 | 25 |
| 5.   | TJ Tesla Pardubice            | 22 | 8  | 8 | 6  | 28 | 22 | 24 |
| 6.   | TJ Karosa Vysoké Mýto         | 22 | 8  | 3 | 11 | 43 | 42 | 19 |
| 7.   | TJ Kolora Semily              | 22 | 8  | 2 | 12 | 29 | 39 | 18 |
| 8.   | TJ Jiskra Nový Bydžov         | 22 | 7  | 4 | 11 | 32 | 46 | 18 |
| 9.   | TJ Osinek Kostelec nad Orlicí | 22 | 6  | 5 | 11 | 35 | 54 | 17 |
| 10.  | VTJ Dukla Žamberk             | 22 | 5  | 6 | 11 | 29 | 41 | 16 |
| 11.  | VTJ Dukla Přelouč             | 22 | 6  | 4 | 12 | 35 | 51 | 16 |
| 12.  | TJ Lokomotiva Česká Třebová   | 22 | 3  | 5 | 14 | 25 | 64 | 11 |

Poznámky:
- Z = Odehrané zápasy; V = Vítězství; R = Remízy; P = Prohry; VG = Vstřelené góly; OG = Obdržené góly; B = Body

|  | Postup do Divize C 1969/70             |
|  | Sestup do příslušné I. A třídy 1969/70 |